# Kaszinó (kártyajáték)
A kaszinó kétszemélyes kártyajáték.
1 csomag 52 lapos francia kártyával játszható, dzsókerek nélkül. A játék során különféle módon pontokat lehet gyűjteni, és azok alapján dől el a győzelem.
A játék közepesen nehéz, a siker nagyjából egyforma mértékben múlik a lapjáráson és a játékos szellemi teljesítményén. Rövid távú taktika megválasztására és – szokatlan módon – számolásra van hozzá szükség.
A kaszinó a 20. század elején népszerű volt Magyarországon. Eredetéül egy középkori olasz kártyajáték, a scopa szolgált, amely számos változatban, tradicionális olasz kártyákkal játszva a világon ma is sokfelé ismert.

## A szabályok
A kártyák számértéke a következő: A=1, J/B=11, Q/D=12, K=13, a többi lap a számjellel azonos értékű. A színek lényegesek, de nincs erősorrendjük.
A parti általában 1-2 osztásból áll, a megnyeréséhez 11 pontot kell a játékosnak összegyűjtenie. Az osztások alatt szerzett pontokat tehát össze kell adni, amíg a parti véget nem ér. A pontok nem azonosak a lapok számértékeivel, hanem speciális alapon állapítandók meg.
Egy osztás 8 menetre oszlik, minden menet legfeljebb hat lépésből áll, vagyis a játék gyors összecsapásokra épül.

### Kezdőhelyzet
A megkevert csomagból 3-3 lapot kap mindkét játékos, majd az asztalra kell tenni 4 további lapot, egymás mellé, képpel felfelé. Az asztalra tett lapok mellé később újabb lapok lesznek helyezhetők. A tíz lap kiosztása után maradt csomag neve talon.
Az, hogy melyik játékos kezd, bármilyen módon eldönthető. Például mindkét játékos elemeli a talont, és az kezd, aki nagyobb értékű lapnál emelt.

### Játék
Egy játékos a kezében levő lapokból különböző pontértékű kombinációkat tud kiállítani. Vegyük például a képen látható helyzetet, itt az 5, A és K jelű lapokból álló sorból a következő összértékű kombinációk születhetnek: 1 (A), 5, 6 (5+A), 13 (K), 14 (A+K), 18 (5+K), 19 (5+A+K). A színeknek ilyen szempontból nincs szerepük. Az asztalon levő lapokból hasonló módon szintén kombinációk képezhetők.
A játékos teendője a kezében levő lapokból és az asztalon levő lapokból is kiválasztani egy-egy olyan kombinációt, amelyek pontértéke azonos, de legfeljebb 13. A lapok színe a kombinációk értéke és használhatósága szempontjából közömbös.
- Lássuk a kép példáját. A szóba jövő lehetőségek: 5+A=2+4, K=4+9, K=2+4+7. Nem szükséges több lap összegét választani: ha például az asztalon lenne egy 5-ös lap, akkor választható lenne az 5=5 megoldás is. Felmerülhetne például még az 5+K=2+9+7 lehetősége is, de mivel ekkor a kombináció összege 18, ami a maximális 13-nál nagyobb, ezért ez a lehetőség nem számít. A három felsorolt választható lehetőség bármelyike megjátszható.

Hogy a játékosnak a lehetséges esetek melyikét érdemes választania, annak eldöntésében lényeges szerepe van a lépéssel megszerezhető pontoknak, amelyekről rövidesen szó esik.
A játékos kiválaszt a kézből és az asztalról egy-egy azonos (de legfeljebb 13 pont) értékű kombinációt. A kézben levő kiválasztott lapokat maga elé teszi és az asztalon levőkből kiválasztott lapokat maga felé mozdítja, hogy az ellenfél összevethesse azokat, majd a lapokat csomagba véve, képpel lefelé maga mellé teszi. Ezt a mozzanatot cserének vagy ütésnek nevezik.
- A félretett lapokra a játék végén mindkét játékosnak szüksége lesz. Ezeket az elnyerés rendjében kell egymásra helyezni, hogy az utolsó ütés helyessége is ellenőrizhető legyen.

Az ütés után a játékosok még nem húznak új lapot.
Ha a soron következő játékos nem talál megjátszható lehetőséget, vagy taktikai okból nem kíván közülük választani, akkor a kezéből egy lapot letesz az asztalra, képpel felfelé, a többi mellé. Ezután már az a lap is a megjátszhatók közé tartozik.
Az ütés nem kötelező, nyilvánvaló ütéshelyzetben is választható a lap letétele.
A játékos lépése után ellenfele következik. Ha annak már nincs a kezében lap, akkor ismét ez a játékos jön.
A lépést elpasszolni, azaz arról a másik játékos javára lemondani nem lehet.

### Húzás
Amikor már egyik játékosnak sincs a kezében lap, a menet véget ért, új lapok húzása következik. A talon tetejéről három új lapot kap az a játékos, aki az utolsó ütést csinálta. Utána szintén három lapot kap az ellenfele. Az asztalon levő lapokon nem kell változtatni.
A leosztás utolsó, nyolcadik húzásakor a játékosok megkapott lapjaikat képpel felfelé az asztalra teszik. Az utolsó menet nyitott lapokkal folyik.
A húzás után az a játékos jön elsőnek, aki az utolsó ütést csinálta.

### Pontszerzés
- 3 pontot kap az a játékos, aki a leosztás végére az 52 lap több mint felét, azaz legalább 27-et megszerzett.
- 2 pontot kap az a játékos, aki a leosztás végére a 13 pikk (♠) színű lap több mint felét, azaz legalább 7-et megszerzett.
- 1-1 pontot kapnak a játékosok minden egyes megszerzett ászért.
- 2 pontot kap az a játékos, aki a káró (♦) 10-es lapot megszerezte. Ezt a lapot nagykaszinónak is hívják.
- 1 pontot kap az a játékos, aki a pikk 2-es lapot megszerezte. Ezt a lapot kiskaszinónak is hívják.
- 1-1 pontot kap minden játékos a játék során csinált minden egyes tábláért. Ha a táblát a játszma elején, az osztás utáni első sorra kerüléskor csinálja, akkor az 2 pontot ér.

### Atábla
Ha egy játékos az ütés során az asztalon levő összes lapot felveszi, akkor mondjuk, hogy táblát csinált. Ez pontot érő lépés. (A tábla helyett a söprés szó is használt. Az olasz scopa magyarul seprű.)
Tábla után az ellenfél következik, neki egy lapot az asztalra kell tennie. Ezután kivételesen ismét ő következik, így akár nyomban ő is táblát csinálhat. Ha a játékosnak nincs több lapja, ellenfele következik, a szokásos rendben. A táblát követő kettős lépés kényszere a menet végeztével mindenképpen megszűnik.

### Az utolsó lépés
A játszma legvégén egyik játékos kezében sincs már lap, de az asztalon lehet még néhány. Ezeket a lapokat az a játékos veheti el, aki az utolsó ütést csinálta. Ez a mozzanat sok pont sorsáról dönthet, emiatt az utolsó menetben fokozott taktikai harc folyik az utolsó ütés lehetőségéért. (Akik az asztalról minden lap felvételét táblának nevezik, azok között szokás ezt az utolsó mozzanatot söprésnek hívni.)

### A parti vége
A játékosok lejegyzik a menet közben megszerzett pontokat. Amikor egy játékos már tudja, hogy az összes lap vagy a pikk színű lapok többségét megszerezte, az ezekért járó pontokat is beszámítja.
Amint a játékos már tudja, hogy elérte a 11 pontot, akkor ezt „Ausz!” vagy „Kint vagyok!” felkiáltással jelzi, és a parti véget ért, a játékos győzött, felveheti a játék tétjét. Ha nem a parti első leosztásában, játszmájában szerzi meg a győzelmet, csak a tét fele illeti meg. Ha a játékos nem jelzi, hogy a 11 pontot elérte, és később a másik játékos jelenti be a saját eredményét, akkor a másik játékos nyert.

## Szabályváltozatok
A játékosok közös megegyezéssel a fent leírt szabályokhoz képest bizonyos eltérések alkalmazását választhatják. Ilyen kialakult változatok a következők.
- Az összes lap többségének elnyerése 2 pontot, a pikkek többségének elnyerése 1 pontot ér.
- Kiköthető, hogy az ütéshez a kézből legfeljebb két lap használható fel.
- A tábla után az ellenfél a kötelező kettős lépésből a másodikra „passz”-t mondhat, vagyis a második lépés kényszere megszűnik.
- A játék nem áll meg 11 pontnál, hanem előre megbeszélt számú leosztás után összegzik a pontokat, és az nyer, akinek több pontja van.
- vagy: a játék addig tart, ameddig az egyik játékos el nem ér egy előre megbeszélt pontszámot. A pontok figyelése lehet folyamatos, vagy ellenőrizhetik minden végigjátszott osztás után is.
- Ha egy játékos úgy véli, hogy az ellenfele helytelen kombinációval ütött, a lapok elvétele után a „Fals!” szóval jelzi, hogy ellenőrzést kér. Ilyenkor a félretett csomag legtetejéről visszaveszik az utoljára elvitt lapokat, és egyeztetik az összegeket. Ha a játékos valóban helytelen ütést csinált, az ellenfele 2 pontot kap, vissza kell állítani az ütést megelőző helyzetet, és a hibázó játékos jön. Ha az ütés mégis helyesnek bizonyul, az ütést csináló játékos 1 pontot kap. Falsot mondani csak addig lehet az ütésre, amíg másik lépés nem történt.
- Találkozni lehet olyan változattal is, amelyben a húzás után nem az következik, aki az utolsó ütést csinálta, hanem az ellenfele. Ez a szabály a játékosokat passzivitásra ösztönzi, emiatt e szabály alkalmazása nem látszik célszerűnek.

A kaszinót játszhatják hárman vagy négyen is. 3 játékos esetén a játszma öt menetből áll, az utolsó menetben a játékosok négy lapot kapnak. 4 játékos esetén a játszma négy menetből áll.

## Példa
A szabályok és a játékmenet megfigyelhetők egy példajátszma leírásában.

### Továbbá
- Játékgyűjtemény – Kaszinó
- www.kartya-jatek.hu – Kártyajátékok > Francia kártyával > Kaszinó
- Magyar Elektronikus könyvtár – Kártyajátékok szabályai